# یواس‌اس اس-۹ (اس‌اس-۱۱۴)
یواس‌اس اس-۹ (اس‌اس-۱۱۴) (به انگلیسی: USS S-9 (SS-114)) یک زیردریایی است که طول آن ۲۳۱ فوت (۷۰ متر) می‌باشد. این زیردریایی در سال ۱۹۲۰ ساخته شد.